# ويليام روبرتسون كو
ويليام روبرتسون كو (بالإنجليزية: William Robertson Coe)‏ هو شخصية أعمال أمريكي، ولد في 8 يونيو 1869 في Kingswinford ‏ في المملكة المتحدة، وتوفي في 15 مارس 1955 في بالم بيتش في الولايات المتحدة.